# Lopo Gonçalves
Lopo Gonçalves est un navigateur portugais du XVe siècle.

## Biographie
On sait peu de choses sur lui ou sa vie. Au service de Fernão Gomes, il est considéré comme le premier explorateur européen à avoir franchi la ligne de l'Équateur en 1474 lors d'une exploration du golfe de Guinée. Il passe le cap Lopez qui a été nommé en son honneur et atteint le cap Sainte-Catherine. 
Avant Lopo Gonçalves, les Européens pensaient que l'Afrique était une grande île. 